# Mladen Božović
Mladen Božović (in serbo Младен Божовић?; Titograd, 1º agosto 1984) è un ex calciatore montenegrino, di ruolo portiere.

## Palmarès

### Club

#### Competizioni nazionali
- Campionato serbo: 1

Partizan: 2007-2008
- Coppa di Serbia: 2

Partizan: 2007-2008, 2008-2009
- Druga liga Srbije i Crne Gore: 1

Budućnost: 2003-2004 (girone sud)
- Campionato ungherese: 1

Videoton: 2010-2011
- Coppa di Lega ungherese: 1

Videoton: 2010-2011
- Supercoppa d'Ungheria: 1

Videoton: 2011